# مایاکوفسکی، ارمنستان
مایاکوفسکی (به ارمنی: Մայակովսկի) یک شهرک در ارمنستان است که در استان کوتایک واقع شده‌است.   در  کیلومتری شمال هرازدان، مرکز استان کوتایک واقع شده است.
این منطقه به افتخار ولادیمیر مایاکوفسکی تغییر نام داد

## خصوصیات
مایاکوفسکی  ۱٬۸۷۶ نفر جمعیت دارد و در ارتفاع  متر بالاتر از سطح دریا قرار گرفته است.